# East Norton
East Norton is een civil parish in het bestuurlijke gebied Harborough, in het Engelse graafschap Leicestershire met 94 inwoners.